# Coupray
Coupray település Franciaországban, Haute-Marne megyében. Lakosainak száma 169 fő (2022. január 1.). Coupray Latrecey-Ormoy-sur-Aube, Aubepierre-sur-Aube, Châteauvillain, Cour-l’Évêque és Dancevoir községekkel határos.

## Népesség
A település népességének változása:
| Lakosok száma | 124  | 140  | 131  | 181  | 159  | 151  | 146  | 155  | 160  | 169  |
|               | 1968 | 1982 | 1990 | 2006 | 2013 | 2015 | 2017 | 2019 | 2020 | 2022 |